# Муртаза Нізам-шах II
Муртаза Нізам-шах II (1580 — 1610) — 11-й султан Ахмеднагарського султанату у 1600—1610 роках.

## Життєпис
Походив з побічної гілки правлячої династії Нізам-шахів. Онук султана Бурхан-шаха I, син шахзаде Шах Алі та Бібі Мар'ям (донтка біджапурського султана Юсуфа Аділ-шаха). Народився 1580 року, отримавши ім'я Алі.
В 1600 після загибелі регентші Чанд Бібі та повалення султана Бахадура Нізам-шаха держава фактично опинилася під владою могольських військ, а невдовзі розділено з Біджапурським султанатом. В цей час один з ахмеднагарських командувачів — Малік Амбар — вирішив використати цей вакуум влади для зміцнення своїх власних позицій. Знаючи про свої обмежені ресурси в той час, він почав шукати члена правлячої династії Нізам-шахів, щоб використовувати його як об'єднуючий символ серед населення султанату. Незважаючи на те, що всі султанські діти були взяті в полон моголами, Малік Амбар знайшов Алі, який проживав в цей час у Паранді. Невдовзі було укладено союз з біджапурським султаном Ібрагімом Аділ-шахом II. Проте Шах Алі вагався дати своє власне схвалення, не довіряючи обіцянкам Маліка Амбара про безпеку свого сина. Щоб переконати старого принца, Малік Амбар запропонував віддати свою дочку заміж за принца Алі. Шах Алі погодився, і молодий шахзаде одружився з донькою Маліка Амбара. За цим був оголошений новим султаном під ім'ям Муртази Нізам-шаха II.
Фактична влада належала Малік Амбару, що отримав посади вакіля та пешви. Той зробив Паранду новою столицею султанату. З роками Муртазу стало дратуватися всевладдя Маліка Амбара. 1605 року, коли між Імперією Великих Моголів та Ахмеднагарським султанатом, було укладено перемир'я, Муртаза Нізам-шах підтримав суперника Маліка Амбара — Раджу Декані, що призвело до війни між ними, в якій переміг Малік Амбар. Потім султан спровокував повстання Саадат-хана, яке також було придушено. До1 607 року Малік Амбар знищив усіх суперників..
У 1610 році сталася сварка між першою дружиною Муртази і донькою Маліка Амбара, в якій султан не покарав першу за образу доньки Амбара За це останній наказав отруїти султана. Потім поставив на трон малолітнього сина померлого Бурхана Нізам-шаха III.